# Informationsstelle Militarisierung
Die Informationsstelle Militarisierung e. V. (IMI) wurde 1996 von mehreren Personen aus dem linksalternativen Spektrum der Neuen sozialen Bewegungen, insbesondere der Friedensbewegung, unter anderen von Tobias Pflüger initiiert.
Der Sitz des gemeinnützigen Vereins ist Tübingen. Er hat nach eigenen Angaben rund 300 Mitglieder.
Im Jahr 2011 wurde die IMI mit dem Aachener Friedenspreis ausgezeichnet.

## Ziele
Ziel ist es mit eigenen Analysen und Informationen einen Beitrag zur Völkerverständigung zu leisten. Die IMI versteht sich als Mittlerin zwischen der Sozialen- und Friedensbewegung und der wissenschaftlichen Bearbeitung von Konflikten und Konfliktkonstellationen.
Die IMI will Information für alle Akteure der Gesellschaft bereitstellen sowohl für die politische als auch für die pädagogische Arbeit.

## Arbeit und Schwerpunkte

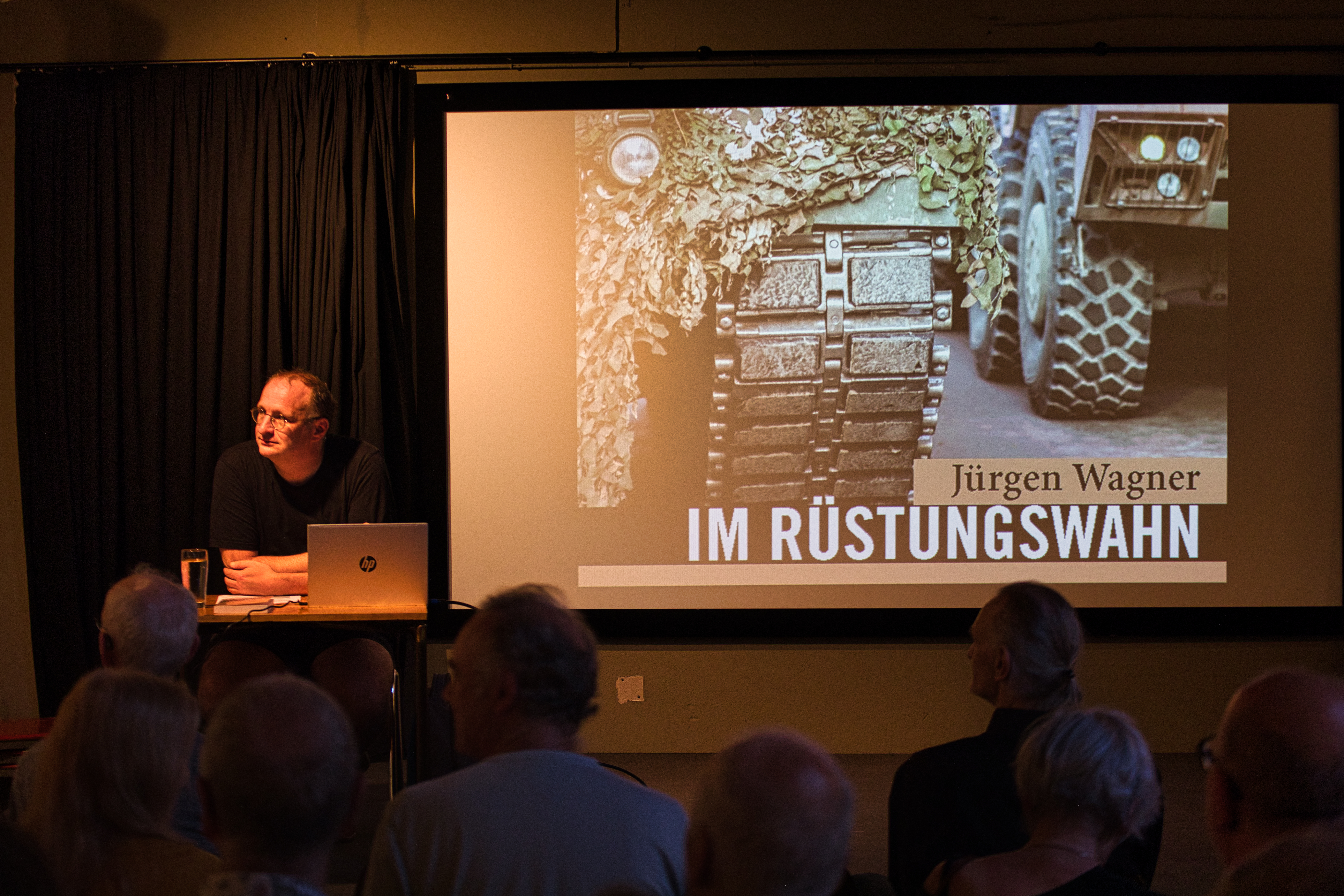
Jürgen Wagner im Juni 2024 zum Thema „Im Rüstungswahn“ im club W71

Die Arbeit von IMI zeichnet sich durch eine Vielzahl von wissenschaftlichen Arbeiten im friedenspolitischen Bereichen mit einem starken Fokus auf Deutschland und seine Rolle in der Welt aus. Bereiche der Arbeit sind Friedens- und Konfliktforschung, Rüstung und Rüstungsexport, Umstrukturierung der Bundeswehr, Militarisierung in Europa, NATO sowie Flüchtlingspolitik.

## Konflikt um Gemeinnützigkeit und die Einstufung beim Verfassungsschutz
Das Finanzamt Tübingen verweigerte dem Verein im Februar 2007 einen Freistellungsbescheid und damit die Anerkennung der Gemeinnützigkeit des Vereins. Begründet wurde die Ablehnung mit Zweifeln einer nicht genannten Behörde an der Verfassungstreue der IMI. Im Juli 2007 drohte das Finanzamt mit einer rückwirkenden Aberkennung der Gemeinnützigkeit bis 2001. Dies hätte bedeutet, dass die gesamten Spendeneinnahmen seit 2001 mit 40 Prozent zu versteuern wären. Jürgen Wagner, geschäftsführender Vorstand der IMI, bezeichnete den Vorgang als politischen Skandal und gezielte staatliche Repression gegen Kritiker. Am 24. August 2007 wurde die Allgemeinnützigkeit des Vereines letztendlich doch vom Finanzamt Tübingen anerkannt.
Einer von den Organisationen Robin Wood und attac initiierten Kampagne haben sich neben der IMI, Greenpeace, dem BUND und medico international auch weitere Nichtregierungsorganisationen angeschlossen. Die Kampagne betraf den am 23. Mai vom Bundeskabinett eingebrachten Gesetzesentwurf zum Jahressteuergesetz 2013. Dieser sah vor, dass mit der Nennung im Verfassungsschutzbericht automatisch auch die Gemeinnützigkeit entzogen wird.
Eine Beschreibung der IMI als „linksextremistisch beeinflusste Organisation“, ohne dass dies allerdings im Verfassungsschutzbericht auftauchte, wurde inzwischen von der Homepage des Verfassungsschutzes entfernt. Gegen diese Einschätzung hatte sich die IMI unter anderem mit anderen Gruppen für die Forderung der Auflösung des derzeitigen Verfassungsschutzes zur Wehr gesetzt.

## Bekannte Mitglieder
Der vertretungsberechtigte Vorstand der IMI besteht aus:
- Jürgen Wagner (geschäftsführend); ehem. Redaktionsmitglied der Zeitschrift Wissenschaft und Frieden
- Andreas Seifert
- Jacqueline Andres
- Martina Bühler
- Claudia Haydt
- Christoph Marischka
- Tobias Pflüger

ehemaliger Beirat:
- Paul Schäfer

## Auszeichnung
- 2011: Aachener Friedenspreis[10]